# 恬子内親王
恬子内親王（てんし/やすらけいこ/やすこないしんのう）。第31代伊勢斎宮。父は文徳天皇、母は更衣・紀静子。同母兄弟に惟喬親王、惟条親王、述子内親王、珍子内親王がいる。

## 生涯
貞観元年（859年）、清和天皇の即位にともなって斎宮に卜定、貞観3年（861年）に伊勢に下る。『日本三代実録』によると、発遣の儀は天皇自身ではなく、右大臣の藤原良相が代理であたったという。貞観8年（866年）2月、母親の静子が亡くなるも退下の宣勅は下りず、同18年（876年）、清和天皇が陽成天皇に譲位したことにより、ようやく斎宮を退下。翌元慶元年（877年）4月、妹・珍子内親王を亡くす。恬子内親王本人は比較的長命だったらしく、陽成天皇のあと3代の天皇が交代した醍醐天皇の延喜13年6月18日に薨じた。

## 『伊勢物語』と恬子内親王
一説によると、古典『伊勢物語』に「斎宮なりける人」として登場し書名の由来になったともされる。

### 斎宮なりける人
第六十九段に、「斎宮なりける人」という呼び名で登場する女がおり、古来よりこれを恬子内親王本人とする解釈がある。
その「斎宮なりける人」のもとに、親（女を恬子内親王とした場合、通説では紀静子）から一通の手紙が届く。そこには近々勅命により狩の使が下向するが通常よりは丁重にもてなすように、と記されてあった（この「狩の使」が、内親王の従姉（紀有常女）の夫であり、平城天皇の孫でもある在原業平と考えられている）。女は親の言うとおり、きちんと心をこめてもてなした。男は丁重なもてなしに感動し、女に恋心を抱いてしまう。そして「逢いたい」と言ったという。女も男に惹かれていたらしく、「絶対逢ったりはしまい」とは思っていなかったのだが、人目が多く、逢うことができなかった。だが、人が寝静まった子の一刻（夜中の11時ごろ）、女が女童を先に立たせ、女のことを思って眠れずにいた男の寝所までやって来た。男はたいへんうれしく思い、彼女を寝所に迎え入れた。そして丑三つ時（午前2時ごろ）まで一緒にいたが、何も語り合えずにいるうちに（思いを遂げられずにいるうちに）、とうとう女は帰ってしまった。男は悲しく、その後も眠れず、翌日も女のことが気にかかって仕方がなかったが、自分のほうから様子を尋ねるわけにはいかなかったので、非常に心細く待ちわびていると、女から
という、詞書のない歌が贈られて来たので、男は激しく泣き
と返した。そして日中、狩に出たが、心は上の空で、早く夜にならないかと待ち望んでいた。だが、伊勢国の国司で斎宮寮の長官も兼任している人が、狩の使が来ていると聞き、一行を招いて一晩中宴をはり、ついに再び女に逢うことはできなかった、という。

### 『伊勢物語』の影響
『伊勢物語』では、「狩の使」と「斎宮なりける人」はついに逢瀬を遂げることは出来なかったことになっている。が、「斎宮なりける人」を恬子内親王とみて、この一夜の契りにより内親王が懐妊、前代未聞の不祥事が発覚することを恐れた斎宮寮が、生まれた子供を伊勢権守で斎宮頭だった高階峯緒の子、茂範の養子とし、それが後の高階師尚であるということが、古来流布されており、後の藤原行成の権記によると、行成は一条天皇から立太子について、定子皇后腹の敦康親王と彰子中宮腹の敦成親王（後の後一条天皇）のどちらにすべきかについて意見を聞かれた時、「高氏ノ先ハ斎宮ノ事ニ依リ其ノ後胤為ル者ハ皆以テ和セザル也」と定子皇后の母の高階貴子が高階氏出身ということを理由に敦成親王を立太子すべきと奏上したとある。事実かどうかは別として、その後の尊卑分脈にもそのように記されている。だがこの権記の部分は高階氏が隆盛した院政期から流布し後世の加筆かとも言われており、それに狩の使が師尚の生年に当たる清和朝（858～876）に行われた記録はなく仮に内親王との間の懐妊が本当だとしても実父は業平ではなく別人という可能性も否定できない。